# Мозамбик на Светском првенству у атлетици на отвореном 2013.
Мозамбик је учествовао на Светском првенству у атлетици на отвореном 2013. одржаном у Москви од 10. до 18. августа четрнаести пут, односно учествовао је на свих првенствима до данас. Репрезентацију Мозамбика представљао је један такмичар који се такмичио у трци на 1.500 метара.
На овом првенству Мозамбик није освојио ниједну медаљу. Није било нових националних и личних рекорда.

## Учесници
Мушкарци:
- Flavio Seholhe — 1.500 м

## Резултати

### Мушкарци
| Атлетичар      | Дисциплина | Лични рекорд | Квалификације | Квалификације | Полуфинале           | Полуфинале           | Финале               | Финале       | Детаљи |
| Атлетичар      | Дисциплина | Лични рекорд | Резултат      | Место         | Резултат             | Место                | Резултат             | Место        | Детаљи |
| -------------- | ---------- | ------------ | ------------- | ------------- | -------------------- | -------------------- | -------------------- | ------------ | ------ |
| Flavio Seholhe | 1.500 м    | 3:39,41 НР   | 3:53,18       | 11. у гр 3    | Није се квалификовао | Није се квалификовао | Није се квалификовао | 32 / 37 (38) |        |